# Cantón de Fraize
El cantón de Fraize era una división administrativa francesa, que estaba situada en el departamento de Vosgos y la región de Lorena.

## Composición
El cantón estaba formado por nueve comunas:
- Anould
- Ban-sur-Meurthe-Clefcy
- Entre-deux-Eaux
- Fraize
- La Croix-aux-Mines
- Le Valtin
- Mandray
- Plainfaing
- Saint-Léonard

## Supresión del cantón de Fraize
En aplicación del Decreto nº 2014-268 de 27 de febrero de 2014, el cantón de Fraize fue suprimido el 22 de marzo de 2015 y sus 9 comunas pasaron a formar parte; cinco del nuevo cantón de Gérardmer y cuatro del nuevo cantón de Saint-Dié-des-Vosges-2.